# 溝咋村
溝咋村（みぞくいむら）は、大阪府三島郡にあった村。

## 概要
1889年（明治22年）4月1日に町村制施行により二階堂（にかいどう）、目垣（めがき）、馬場（ばば）、平田（ひらた）、十一（じゅういち）の5大字が集まって大阪府島下郡の村として出来た。現在の茨木市五十鈴町周辺にあたる。1896年（明治29年）4月1日 島下郡と島上郡（現在の高槻市・島本町）が合併して三島郡となったため、三島郡溝咋村となる。その後1935年（昭和10年）2月11日に、宮島村と合併して三島郡玉島村となったことにより消滅した。
この村の中には溝咋遺跡・目垣遺跡・目垣城などがあり、また神武天皇の皇后である媛蹈鞴五十鈴媛命の母である、玉櫛媛が祭られる溝咋神社（明治42年までは現在の茨木市学園町にあった媛蹈鞴五十鈴媛命の生誕の地とされている上社で媛蹈鞴五十鈴媛命・三島溝橛耳神・天日方奇日方命は祀られていたが、現在の溝咋神社で合祀。）もこの地にある。

## 地域
もともと溝杭荘と呼ばれていた地域であり1889年の町村制の施行にあたり、その荘名を採って溝咋村と名づけられた。旧村名は大字として残された。溝咋の字は、時代により色々用いられていた。事神本紀・國造本紀や新撰姓氏録には、溝杭が、天皇本紀や日本書紀神武天皇の条には溝橛（木偏に、厥）日本書紀 神代上には溝樴（木へんに戠）、古事記神武天皇の段には湟咋、延喜式神名帳には、溝咋と書かれていた。いずれも、三島溝橛耳神及びその娘の三島溝咋玉櫛媛（三島溝樴媛）の影響が考えられるが、地名から出た神名なのか神名から地名がでたものであるのかは不明である。

### 大字二階堂
二階堂村と称していた。旧石高は677石2斗9升2合であった。現在の茨木市星見町周辺である。
- 元和の初めより596石5斗1升2合が長谷川式部小輔の領地になる。
- 1649年 （慶安2年） 長谷川氏の領地のうち、80石7斗8升が永井直清の領地になる。
- 1868年（慶応4年）5月24日 長谷川氏領地が大阪府司農局の支配に移る。
- 同年6月8日 長谷川氏領大阪府司農局の分割により北司農局管轄になる。
- 1869年 （明治2年）正月20日 長谷川氏領北司農局が摂津縣設置により、摂津縣の管轄になる。
- 同年6月 永井氏領が上地され、高槻藩の支配にうつる。
- 同年7月14日 旧永井氏領高槻藩が高槻縣に変更。
- 同年8月2日 旧長谷川氏領兵庫縣の管轄に変更。
- 同年11月20日 旧永井氏領・長谷川氏領とも大阪府の管轄となる。
- 1880年（明治13年）7月2日 1村に独立。

### 大字十一
十一村と称していた。旧石高は306石4斗3升7合であった。年紀は不明であるが、属邑であった平田が独立した。現在の玉島辺りに当る。
- 元和の初めよりが長谷川式部小輔の領地になる。
- 1868年（慶応4年）5月24日 大阪府司農局の支配に移る。
- 同年6月8日 大阪府司農局の分割により北司農局管轄になる。
- 1869年（明治2年）正月20日 北司農局が摂津縣設置により、摂津縣の管轄になる。
- 同年8月2日 兵庫縣の管轄に変更。
- 同年11月20日 大阪府の管轄となる。
- 1880年（明治13年）7月2日 1村に独立。

### 大字目垣
目垣村と称していた。旧石高は702石5斗2升3合であった。現在の目垣・南目垣・新堂1-2丁目の一部と新堂3丁目に該当する。
- 1665年（寛文5年）宮崎七郎右衛門の領地となる。
- 1764年（宝暦12年）宮崎氏の領地のうち、215石3斗3合が土井利里の領地となる。
- 1868年（慶応4年）5月24日 長谷川氏領地が大阪府司農局の支配に移る。
- 同年6月 土井氏領が上地され、古河藩の支配に移る。
- 1868年（慶応4年）5月24日 旧宮崎氏領が大阪府司農局の支配に移る。
- 同年6月8日 旧宮崎氏領 大阪府司農局の分割により北司農局管轄になる。
- 1869年（明治2年）正月20日 旧宮崎氏領 北司農局が摂津縣設置により、摂津縣の管轄になる。
- 同年8月2日 兵庫縣の管轄に変更。
- 同年11月20日 旧宮崎氏領が大阪府の管轄となる。
- 1872年（明治4年）7月14日 旧土井氏領古河藩が古河縣に変更。
- 同年11月15日 旧土井氏領印旛縣の管轄に変更。
- 同年11月20日 旧土井氏領が大阪府の管轄となったことにより、全村同一管轄となる。

### 大字平田
平田村と称していた。旧石高は322石6斗7升3合であった。現在の平田1-2丁目に該当する。
- 年紀不詳 元々十一村の属邑であったが、分かれて平田村となった。
- 元和の初めより322石6斗7升3合が長谷川式部小輔の領地になる。
- 1868年（慶応4年）5月24日 長谷川氏領地が大阪府司農局の支配に移る。
- 同年6月8日 大阪府司農局の分割により北司農局管轄になる。
- 1869年（明治2年）正月20日 北司農局が摂津縣設置により、摂津縣の管轄になる。
- 同年8月2日 兵庫縣の管轄に変更。
- 同年11月20日 大阪府の管轄となる。

### 大字馬場
馬場村と称していた。旧石高は558石2斗4升8合であった。現在の寺田町・五十鈴町・学園町・学園南町及び新堂1-2丁目の一部に該当する。
- 1662年（寛文2年）271石6斗9升3合が永井直清の領地に、284石5斗5升5合が徳川家代官の支配になる。
- 1764年（明和元年）徳川家代官の領地が、土井利里の領地となる。
- 1869年（明治2年）6月 土井氏領が上地され、古河藩の支配にうつる。永井氏領地も上地して高槻藩の支配にうつる。
- 1871年（明治4年）7月14日 旧土井氏領古河藩が古河縣に変更。また、旧永井氏領も高槻藩から高槻縣へ変更。
- 同年11月15日 旧土井氏領印旛縣の管轄に変更。
- 同年11月20日 旧土井氏領が大阪府の管轄となったことにより、全村同一管轄となる。

## 現在の地名
茨木市
- 寺田町
- 五十鈴町
- 学園町
- 学園南町
- 新堂1 - 3丁目
- 星見町
- 目垣1 - 3丁目
- 平田1 - 2丁目
- 玉島1 - 2丁目
- 南目垣 1 -3丁目